# ZUŠ OPEN
ZUŠ OPEN je iniciativa operní pěvkyně Magdaleny Kožené, kterou připomíná vzdělávací zásluhy základních uměleckých škol.

## Vize
Akce ZUŠ OPEN se v roce 2021 konala popáté. Jde o festival Základních uměleckých škol ve veřejném prostoru, jehož cílem je upozornit na pozitivní činnost, kterou v oblasti umělecké výchovy mládeže i dospělých ZUŠ konají.„Tím, že nás ZUŠ Open pozvala do ulic, jsem zjistila, že lidé, kteří sami nebo jejich děti neprošli tímto systémem, naprosto netuší, co se za zdmi našich budov děje a co zde všechno děláme, nemají nejmenší představu, jak je ten systém zorganizovaný. Pochopila jsem, v jakém vakuu se nachází základní umělecké školství. Je to opravdu skvělý nápad a patří za to Magdaleně Kožené velký dík!“ Gabriela Vrasírová Vorbová, ředitelka poličské ZUŠ ČRo Vltava, Vizitka, 24. 4. 2018.

### Statistika
V České republice je 504 ZUŠek, ve kterých studuje více než čtvrt milionu žáků. O jejich vzdělávání se stará okolo 13 000 pedagogů, přičemž mnozí z nich jsou aktivními profesionály ve svém oboru. Zájem o umělecké vzdělávání neustále narůstá – počet žáků ve školách za posledních 10 let vzrostl o 12 %. Žáci se vzdělávají ve 4 oborech: v hudebním (65 % žáků), výtvarném (20 % žáků), v tanečním (11 % žáků), literárně-dramatickém (4 % žáků). Novinkou je multimediální obor a oddělení nových médií.

### Nadační fond MK
V roce 2016 se operní pěvkyně Magdalena Kožená rozhodla podpořit základní umělecké školy v České republice založením nadačního fondu s cílenou podporou ZUŠ coby unikátního systému moderního uměleckého vzdělávání, které systematicky přispívá k růstu uměleckých talentů.

#### MenART
Stěžejním projektem Nadačního fondu Magdaleny Kožené, je upozornit a zviditelnit téma „Zušek“ prostřednictvím celostátního happeningu ZUŠ OPEN. Nabízí stipendijní program MenART, jehož cílem je podpořit vyhledávání, rozvoj a podporu mladých talentů, inspirovat a podpořit pedagogy, kteří se jejich výuce věnují.